# Janko Szopow
Janko Marinow Szopow (bg. Янко Маринов Шопов; ur. 9 sierpnia 1954 w Kotele) – bułgarski zapaśnik walczący w stylu klasycznym. Dwukrotny olimpijczyk. Czwarty w Moskwie 1980 i odpadł w eliminacjach w Montrealu 1976. Startował w kategorii 74 kg.
Pięciokrotny uczestnik mistrzostw świata, trzykrotny medalista, zdobył złoto w 1979. Trzy razy stawał na podium mistrzostw Europy w tym na najwyższym stopniu w 1976. Mistrz Uniwersjady w 1977 roku.
- Turniej w Montrealu 1976

Pokonał Mihalyego Tome z Węgier, a przegrał z Karlem-Heinzem Helbingiem z RFN i Vitezslavem Machą z Czechosłowacji.
- Turniej w Moskwie 1980

Zwyciężył Karlo Kasapa z Jugosławii, Duńczyka Kaja Jaegergaarda Hansena i Vitezslava Machę z Czechosłowacji, a przegrał z Węgrem Ferencem Kocsisem i Anatolijem Bykowem z ZSRR.